# La Puebla de Almoradiel
La Puebla de Almoradiel è un comune spagnolo di 5 546 abitanti situato nella comunità autonoma di Castiglia-La Mancia.